# Nyugotszenterzsébet
Nyugotszenterzsébet (kroatisch Sentžebet) ist eine ungarische Gemeinde im Kreis Szigetvár im Komitat Baranya.

## Geografische Lage
Nyugotszenterzsébet liegt nordöstlich von Szigetvár und nordwestlich von Szentlőrinc. Die benachbarten Ortschaften sind Kispeterd, Nagyváty und Nagypeterd.

## Sehenswürdigkeiten
- Árpád-házi Szent Erzsébet-Statue, erschaffen von Ferenc Gazdag
- Reformierte Kirche, erbaut 1824–1834, umgebaut 1901
- Weltkriegsdenkmal (Világháborús emlékmű)

## Verkehr
Nyugotszenterzsébet ist nur über die Nebenstraße Nr. 66113 zu erreichen. Der nächstgelegene Bahnhof befindet sich ungefähr fünf Kilometer südlich in Nagypeterd.